# Redemption Songs
Redemption Songs é o sétimo álbum de estúdio da banda Jars of Clay, lançado a 22 de Março de 2005.
O disco atingiu o nº 71 da Billboard 200 e o nº 1 do Top Christian Albums.
| Críticas profissionais                                                      | Críticas profissionais |
| Avaliações da crítica                                                       | Avaliações da crítica  |
| Fonte                                                                       | Avaliação              |
| --------------------------------------------------------------------------- | ---------------------- |
| Allmusic                                                                    | [ 2 ]                  |
| Christianity Today                                                          | [ 3 ]                  |
| Cross Rhythms                                                               | [ 4 ]                  |
| Jesus Freak Hideout                                                         | [ 5 ]                  |
| Esta tabela precisa de ser acompanhada por texto em prosa. Consulte o guia. |                        |

## Faixas
1. "God Be Merciful to Me (Psalm 51)" – 4:31
2. "I Need Thee Every Hour" – 3:47
3. "God Will Lift Up Your Head" – 4:22
4. "I'll Fly Away" – 4:42
5. "Nothing but the Blood" – 4:13
6. "Let Us Love and Sing and Wonder" – 4:23
7. "O Come and Mourn with Me Awhile" – 4:04
8. "Hiding Place" – 4:06
9. "Jesus, I Lift My Eyes" – 3:28
10. "It Is Well with My Soul" – 3:54
11. "On Jordan's Stormy Banks I Stand" – 4:32
12. "Thou Lovely Source of True Delight" – 4:31
13. "They'll Know We Are Christians by Our Love" – 3:02

## Créditos
- Sarah Kelly - Vocal
- The Blind Boys of Alabama - Vocal
- Martin Smith - Vocal
- Andy Osenga - Vocal
- Laura Taylor - Vocal
- John Catchings - Violoncelo
- Aaron Sands - Baixo
- Ben Mize - Bateria
- Bryan Owings - Bateria